# 섶
섶 혹은 옷섶이란 한복에서 저고리나 두루마기를 착용할 시 앞을 여밀 때 중심부로 오는 천을 말한다. 쉽게 말해 저고리를 여밀 경우 깃의 모양에 따라 앞을 여미게 되는데 가슴 가운데로 오는 천의 한 가운데의 이름이 섶이라고 보면 된다. 이 때 안쪽으로 가는 부분을 안섶, 겉으로 나오는 부분을 겉섶이라고 부르며 섶의 선과 맞닿는 끝부분인 섶코는 곡선미를 나타내는 한 부분이기도 하다.
동정이나 깃, 섶 등은 시대에 따라 저고리의 변천에 맞추어 변했으며 노론과 소론의 경우에는 고름을 섶과 깃 가운데 달은 전자와, 그냥 깃에 걸치지 않고 섶 아랫쪽에 달은 소론의 차이가 있어 의복에도 신분이나 당파에 따른 차이가 나타났다. 조선 후기에 이르러서는 저고리가 아주 짧아지면서 섶에 들어가는 헝겊천도 줄어들어 그 길이가 매우 짧아졌다.